# Macrobiotus hufelandi
Macrobiotus hufelandi är en djurart som tillhör fylumet trögkrypare, och som beskrevs av C.A.S. Schultze 1834. Macrobiotus hufelandi ingår i släktet Macrobiotus och familjen Macrobiotidae. Arten är reproducerande i Sverige.

## Underarter
Arten delas in i följande underarter:
- M. h. hufelandi
- M. h. maculatus